# Dommartin-le-Saint-Père
Dommartin-le-Saint-Père is een gemeente in het Franse departement Haute-Marne (regio Grand Est) en telt 275 inwoners (1999). De plaats maakt deel uit van het arrondissement Saint-Dizier.

## Geografie
De oppervlakte van Dommartin-le-Saint-Père bedraagt 14,9 km², de bevolkingsdichtheid is 18,5 inwoners per km².
De onderstaande kaart toont de ligging van Dommartin-le-Saint-Père met de belangrijkste infrastructuur en aangrenzende gemeenten.

## Demografie
Onderstaande figuur toont het verloop van het inwonertal (bron: INSEE-tellingen).